# Abachausia grisea
Abachausia là một chi bướm đêm thuộc họ Pyralidae. Chi này chỉ có 1 loài Abachausia grisea, chúng thường xuất hiện ở Namibia và Nam Phi.